# (24643) MacCready
(24643) MacCready ist ein die Marsbahn streifender Asteroid des Hauptgürtels, der am 28. September 1984 von den Astronomen Carolyn und Eugene Shoemaker am Palomar-Observatorium (IAU-Code 675) in Kalifornien entdeckt wurde.
Der Asteroid ist nach dem US-amerikanischen Physiker, Ingenieur und Segelflieger Paul MacCready (1933–2007) benannt, der als Pioneer des Fliegens mit Muskelkraft mit der von ihm konstruierten Gossamer Condor den ersten Kremer-Preis gewann.